# مسلح و خطرناک
مسلح و خطرناک (به انگلیسی: Armed and Dangerous) یک فیلم کمدی آمریکایی محصول سال ۱۹۸۶ میلادی به کارگردانی مارک ال. لستر و با بازی جان کندی، یوجین لوی، رابرت لوجا، تیگن کلایو و مگ رایان است. این فیلم در مکان و اطراف لس آنجلس، کالیفرنیا فیلمبرداری شده‌است.

## داستان
یک پلیس اخراج شده و یک وکیل بی‌مصرف، با هم به عنوان محافظ امنیتی، همکار می‌شوند. اما متوجه می‌شوند که وارد گروه فاسدی شده‌اند که…

## اکران فیلم
این فیلم در ایالات متحده آمریکا در تاریخ ۱۵ اوت ۱۹۸۶ با انتقادهای ضعیف و فروش کم در گیشه افتتاح شد.